# 缬氨醇
缬氨醇是一种有机化合物，分子式C5H13NO，可看作氨基酸缬氨酸的还原而来的烷醇胺产物。